# حسين عمار (لاعب كرة قدم)
حسين عمار امين هو لاعب كرة قدم عراقي، من مواليد 18 أغسطس 1999، يلعب في صفوف نادي نفط البصرة، ومنتخب العراق.

## روابط خارجية
- حسين عمار حسن  (لاعب كرة قدم) على موقع قاعدة بيانات كرة القدم.إي يو (الإنجليزية)
- حسين عمار حسن  (لاعب كرة قدم) على موقع كووورة